# Ferrari 575M Maranello
El Ferrari 575M Maranello es un automóvil deportivo gran turismo biplaza fabricado por la marca italiana Ferrari entre 2002 y 2006. Es una versión modificada del modelo anterior, el Ferrari 550 Maranello y estaba disponible con carrocerías coupé y descapotable (Superamerica).
El número del nombre es referencia a la cilindrada de su motor 5748 cm³ (5,75 litros) y la "M" significa "Modificata", es decir, Modificado en italiano. En el primer semestre de 2006, el 575M fue sustituido por el 599 GTB.

## Versión coupé

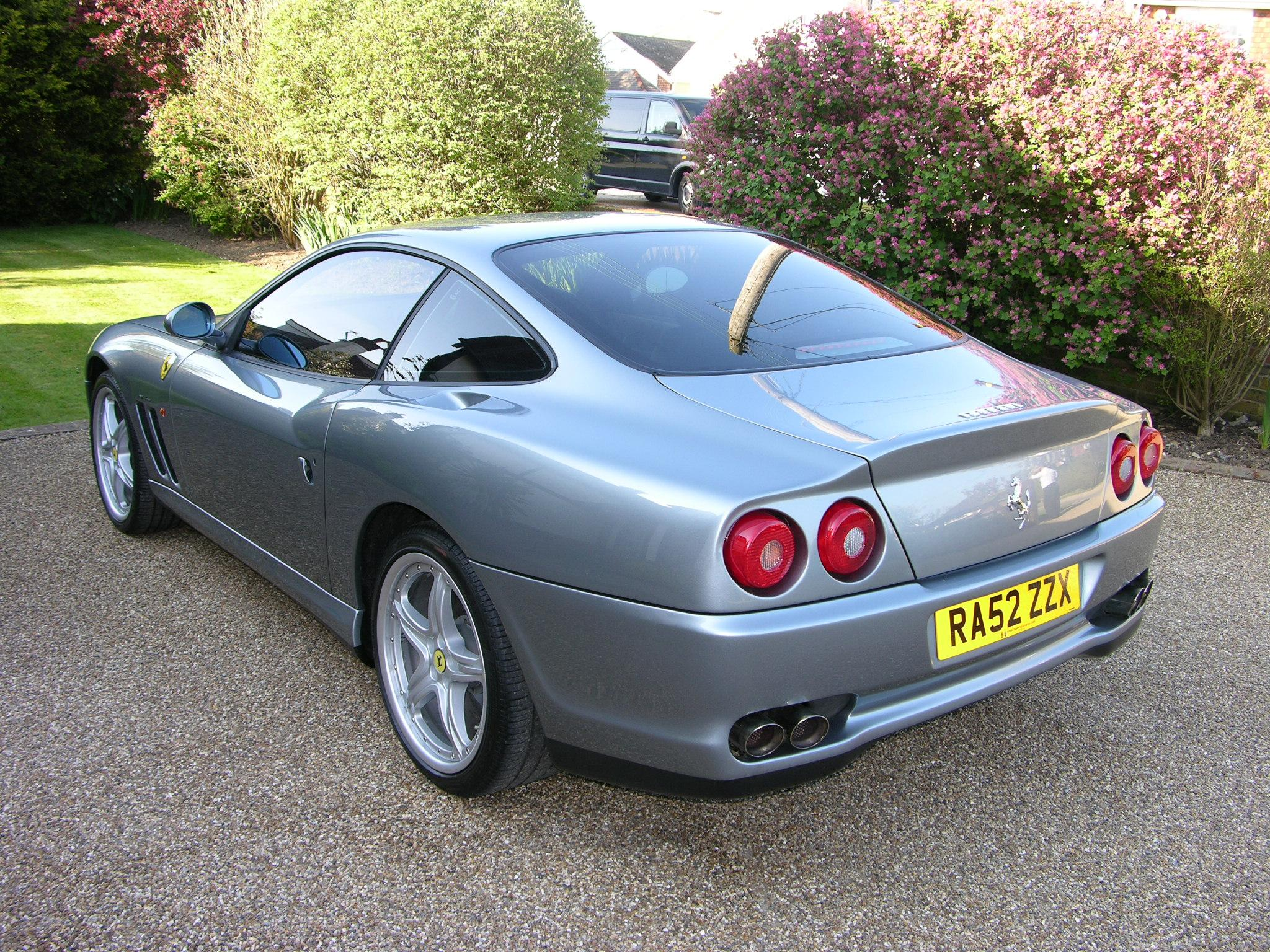
Vista trasera del Maranello F1.

Fue presentado en el Salón del Automóvil de Ginebra de 2002 y diseñado por la empresa italiana Pininfarina. Tiene un motor V12 dispuesto a 65° naturalmente aspirado de 5748 cm³ (5,7 L; 350,8 plg³), con una potencia de 515 CV (508 HP; 379 kW) a las 7250 rpm y un par máximo de 60 kg·m (588 N·m; 434 lb·pie) a las 5250 rpm. Alcanza una velocidad máxima de 325 km/h (202 mph) y puede acelerar de 0 a 100 km/h (62 mph) en un tiempo de 4,2 segundos. Su consumo de combustible extraurbano es de 14,3 L/100 km (7 km/L; 16,5 mpgAm), urbano de 34,4 L/100 km (2,9 km/L; 6,8 mpgAm) y medio de 21,8 L/100 km (4,6 km/L; 10,8 mpgAm).
A diferencia del 550, que no tiene transmisión automática, el 575M podía ser equipado con una caja de cambios con mando secuencial tipo F1, como la del Ferrari 360 Modena. La aceleración con esta caja de cambios es un poco mayor que con la transmisión manual (las dos de seis velocidades). En el exterior, los únicos cambios realizados en el diseño son las tomas de aire, que fueron modificadas para tener un tamaño mayor; el parachoques delantero y los faros también fueron modificados. En el interior hay más cambios de diseño y equipamiento, la estructura del 575M es básicamente la misma que la del 550, con un bastidor tubular hecho de acero, con una carrocería construida en aluminio y con motor delantero y caja de cambios trasera. En el 575M, el reparto de masas sobre los ejes es de 50/50. La modificación más importante de las que afectan a la estabilidad del coche es un control distinto para la amortiguación variable. Los frenos del 575M están más refrigerados y tienen un ABS más moderno que los del 550, con medidas 330 mm (13,0 plg) delante y 310 mm (12,2 plg) atrás. Su peso fue aumentado hasta los 1730 kg (3814 lb), lo que hace que pese 40 kg (88 lb) más que el 550.

## Superamerica

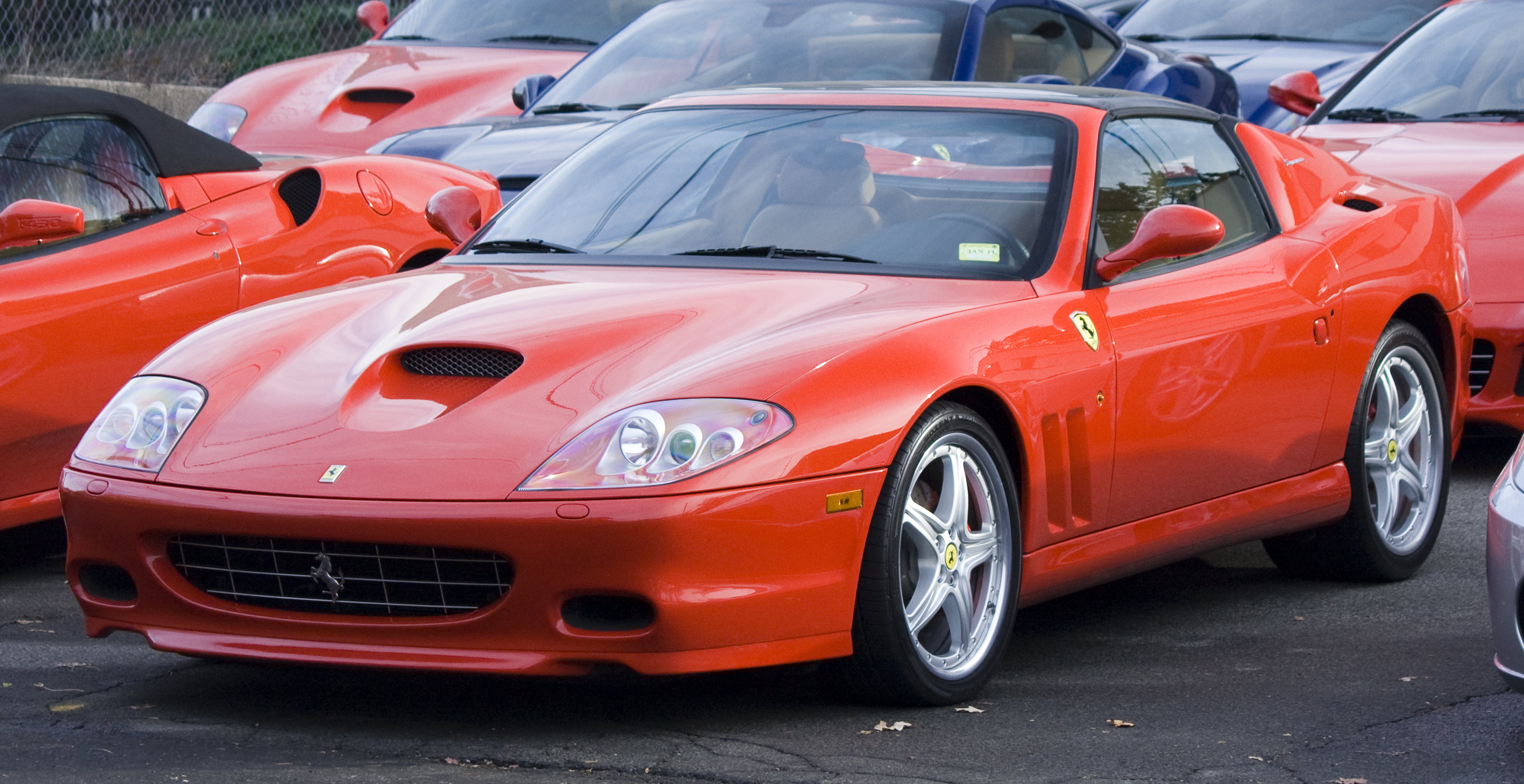
Descapotable Superamerica.

El Ferrari 575M Superamerica fue presentado en el Salón del Automóvil de Los Ángeles en 2005. Tiene un chasis tubular de acero y carrocería de aluminio, su parte más característica es el techo de cristal, con el cual se convierte en tres tipos de vehículo: roadster, targa y coupé convertible. Su techo bascula sobre dos puntos de apoyo que están situados en el montante trasero y se puede plegar en menos de 10 segundos, lo que lo convierte en un sistema muy rápido; este techo también tiene luneta trasera. Además, el cristal del techo es electrocrómico, con lo que puede pasar de la total transparencia a una oscuridad prácticamente completa, ya que como máximo dejará pasar un uno por ciento de luz solar.
Al igual que el coupé, el Superamerica tiene el mismo motor V12 de 5748 cm³ (5,7 litros) dispuesto a 65°, al que se le realizaron algunas modificaciones que le permitieron pasar de 515 a 540 CV (508 a 533 HP) (379 a 397 kW). Esto, sumado a la caja de cambios secuencial de seis marchas y la opción de enormes frenos de disco de material carbono-cerámico, hacen que el Superamerica tenga un buen desempeño. Su consumo medio es de 21,7 L/100 km (4,6 km/L; 10,8 mpgAm). El Superamerica puede acelerar de 0 a 100 km/h (62 mph) en 4,2 segundos y puede alcanzar una velocidad máxima de 320 km/h (199 mph). La producción del 575M Superamerica fue de 559 unidades en total.

## GTZ
Un 575M especial y fuera de serie fue construido por la empresa italiana Zagato para el coleccionista de Ferrari japonés Yoshiyuki Hayashi, el Ferrari 575 GTZ y fue mostrado en el Salón del Automóvil de Ginebra de 2006. Fue diseñado para recordar al Ferrari 250 GTZ (o 250 GT Zagato) y conmemorar el 50 aniversario de la gama 250, el GTZ fue aprobado oficialmente por Ferrari e incluido en la marca registrada de Zagato con techo de doble burbuja y en dos tonos de pintura. Al igual que el 575M Maranello y el Superamerica, el 575 GTZ fue equipado con un motor V12 a 65° de 5748 cm³ (5,7 litros), con 540 CV (533 HP; 397 kW) de potencia y un par máximo de 60 kg·m (588 N·m; 434 lb·pie). Su peso es de 1690 kg (3726 lb) y los paneles de la carrocería están hechos de aluminio.

## Especificaciones

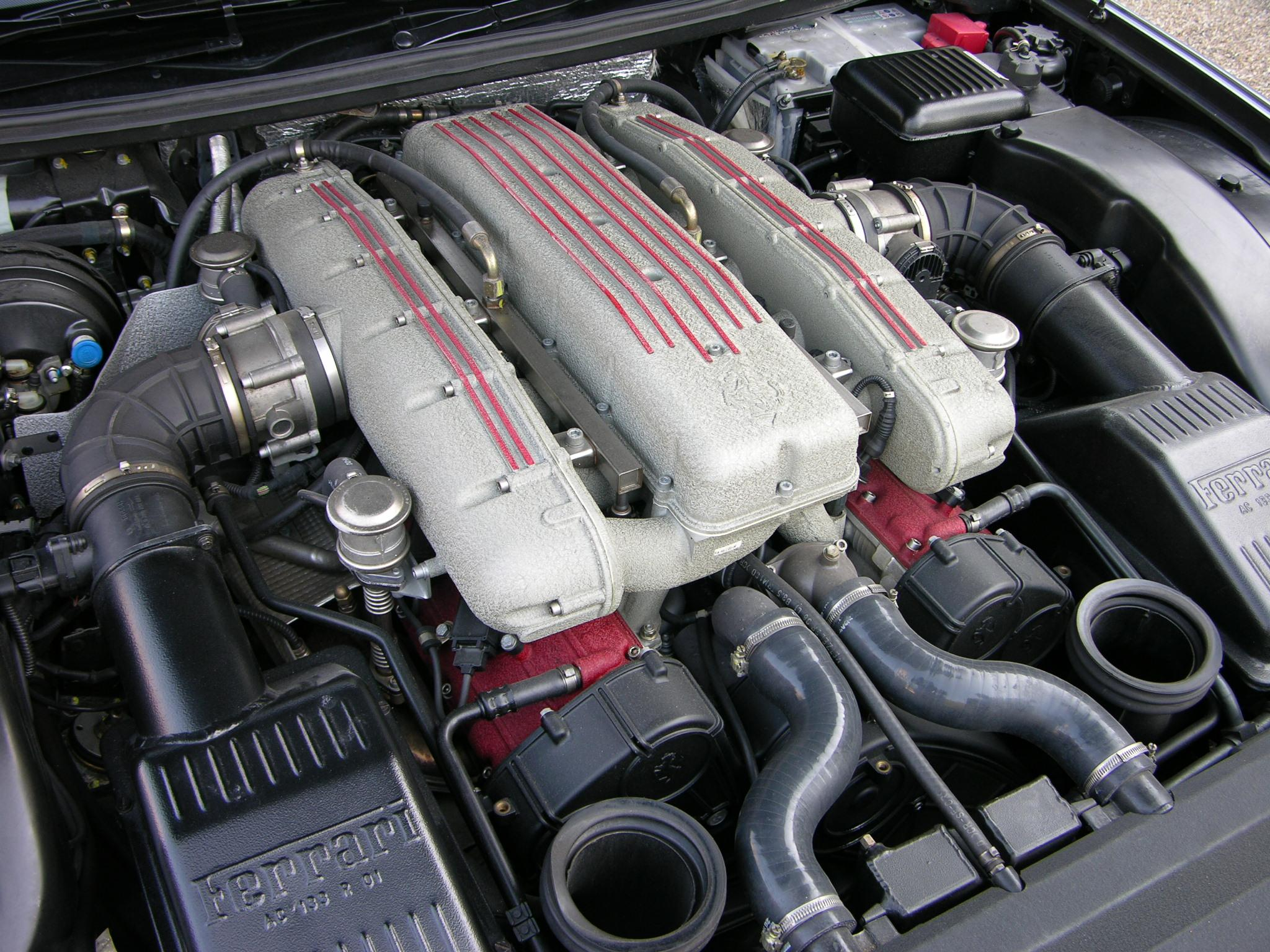
Motor del Maranello F1.

A continuación, los demás datos técnicos:
| Materiales del motor                  | Bloque y cabezas de aleación de aluminio ligera.                   |
| Distribución                          | Doble (DOHC) árbol de levas a la cabeza y 4 válvulas por cilindro. |
| Alimentación                          | Inyección indirecta Bosch Motronic M 5.2, con admisión variable.   |
| Relación de compresión                | 11,0:1                                                             |
| Lubricación                           | Cárter seco.                                                       |
| Sistema de refrigeración              | Por agua.                                                          |
| Capacidad del depósito de combustible | 105 litros (27,7 galAm).                                           |

### Relaciones de la transmisión
| 1.ª   | 2.ª   | 3.ª   | 4.ª   | 5.ª   | 6.ª   | Reversa | Final |
| ----- | ----- | ----- | ----- | ----- | ----- | ------- | ----- |
| 3,154 | 2,176 | 1,565 | 1,185 | 0,935 | 0,758 | 2,385   | 3,91  |

## En competición

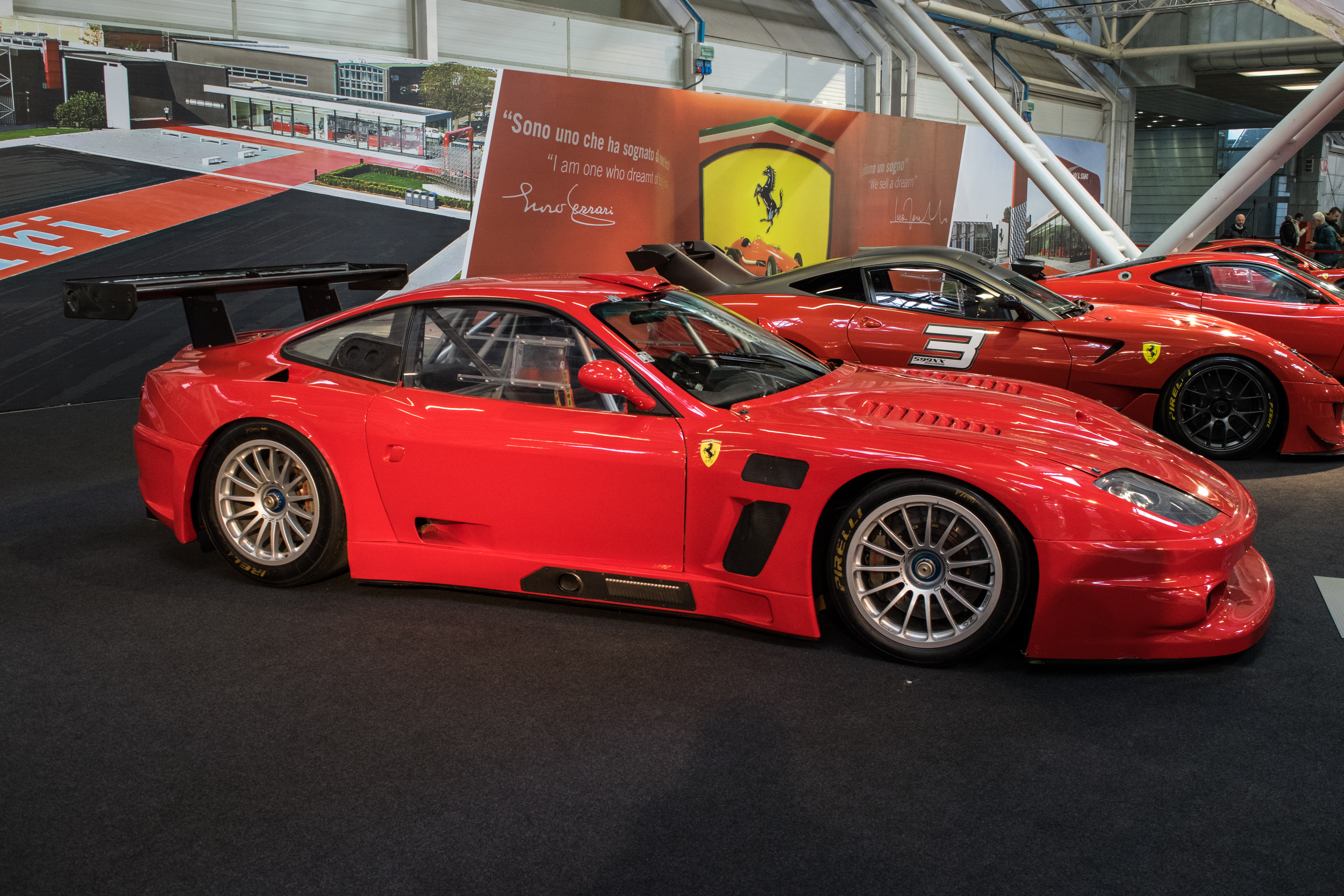
Ferrari 575 GTC.

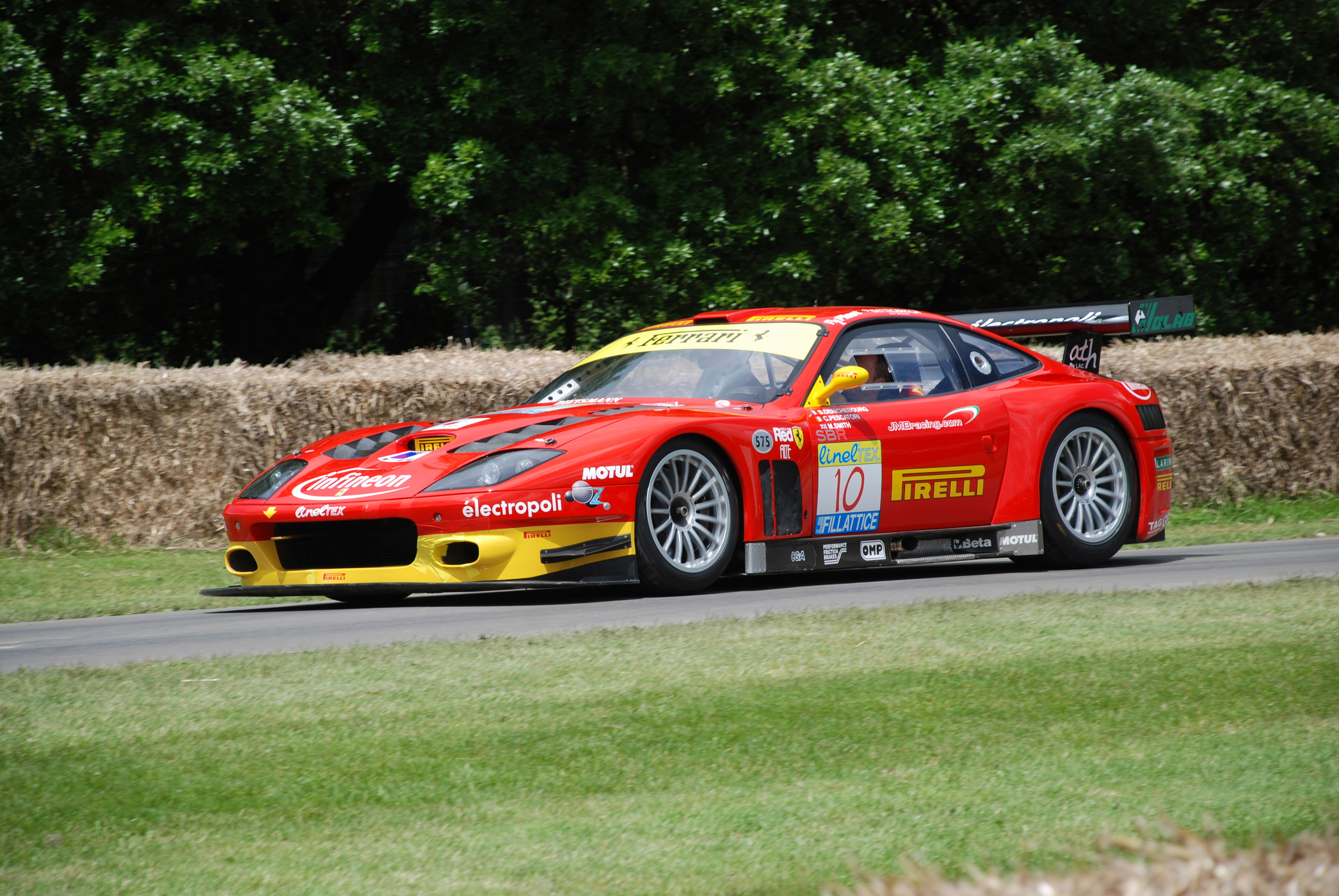
En el Festival de la Velocidad de Goodwood de 2016.

Tras alejarse de toda competencia que no fuera Fórmula 1, Ferrari redescubre el interés despertado por las carreras de GT. Luego de que equipos privados llevaran a las pistas al Ferrari F550 Maranello y estuvieran disputando las primeras posiciones, la casa italiana decidió desarrollar un vehículo basado en el Ferrari 575M para proveer a los equipos de competición.
Para fines de 2003, se presentó el Ferrari 575 GTC Evoluzione desarrollado conjuntamente entre la División de clientes para competencias de Ferrari y el Grupo N.Technology de Fiat. A pesar de su precio de 700000 €, varios equipos privados como JMB Racing, GPC Giesse y Barron Connor Racing, pusieron ejemplares del 575 GTC Evoluzione en pista.
El Ferrari 575 GTC Evoluzione recibió nuevo paquete se elementos para el chasis y las suspensiones, tanto delantera y trasera independiente con paralelogramo deformable, resorte helicoidal y barra estabilizadora con ajustes múltiples. La distancia entre ejes se llevó hasta los 2519 mm (99,2 pulgadas) y se trabajó exhaustivamente en la reducción del peso total. El GTC pesa 590 kg (1301 lb) menos que la versión 575 de calle.
El motor del 575 también fue optimizado con un incremento en la cilindrada de 5748 a 5997 cm³ (5,7 a 6 litros) y un radio de compresión de 12,9 a 1, con lo que desarrolla una potencia máxima de 605 CV (597 HP; 445 kW) a las 6000 rpm y un par máximo de 730 N·m (538 lb·pie) a las 5200 rpm.
Estas modificaciones más la caja de cambios secuencial de seis velocidades, permiten al Ferrari 575 GTC Evoluzione acelerar de 0 a 100 km/h (62 mph) en apenas 3,3 segundos y alcanzar una velocidad máxima de 335 km/h (208 mph).
La carrocería recibió todas las modificaciones necesarias para compensar el incremento de potencia y atender las necesidades de carga aerodinámica necesarias para mantener alta velocidad en trayectoria curva. Se agregaron tomas de aire, un gran spoiler delantero y una enorme ala trasera ajustable para ganar estabilidad.
La primera prueba del Ferrari 575 GTC Evoluzione en pista fue realizada por el experimentado piloto Giorgio Francia en la pista de pruebas del Grupo N.Technology de Fiat. El auto fue exhibido por primera vez en el Salón del Automóvil de Fráncfort en septiembre de 2003 y, en octubre de 2003, el 575 GTC Evoluzione debutó exitosamente en el Circuito de Estoril donde se llevó la victoria.

## Apariciones en multimedia
Ha aparecido en varios videojuegos de carreras, como: Need for Speed: Shift, Forza Motorsport, Forza Motorsport 2, Forza Motorsport 3, Forza Motorsport 4, Forza Motorsport 5, Forza Motorsport 6, Forza Motorsport 7, Forza Horizon 2, Forza Horizon 3 y Forza Horizon 4.